# نشان پرچم سرخ کار
نشان پرچم سرخ کار (روسی: Орден Трудового Красного Знамени) یک نشان افتخاری اتحاد جماهیر شوروی سوسیالیستی بود که به منظور ارج نهادن به کارها و خدمات بزرگی که برای سرزمین و جامعه شوروی در زمینه‌های تولید، علوم، فرهنگ، ادبیات، هنر، آموزش، بهداشت، اجتماعی و سایر زمینه‌های فعالیت‌های کارگری صورت گرفته بود ایجاد شد.

## رسانه هایی که برای اقدام پرچم قرمز گرفتند
- ورزش شوروی. (روسی: Советский спорт)
- بلاروس امروز (روسی: СБ. Беларусь сегодня)
- تیزا (روسی: Tiesa)
- اکونومیست (مجله، روسیه) (روسی: Экономист (журнал, Россия))
- أخبار نگاه کنید ( زبان عربی:شوفو الأخبار), (زبان انگلیسی:Shufu News)
- مجله کروکودیل (روسی: Крокодил (журнал))
- سوالات تاریخ (روسی: Вопросы истории)[۱]